# Padaung
Els padaung (colls llargs) són una branca de la nació Karenni que viuen a l'estat Kayah (principalment a la regió de Loikaw, la capital) i al sud-oest de l'estat Shan de Myanmar. Són famosos per les seves dones, conegudes com a dones girafa, que s'allarguen el coll amb anells metàl·lics.
Els yinbaw són una branca dels padaung, dins la nació karenni. Són uns deu mil i viuen a l'estat Kayah i a l'Estat Shan de Myanmar. Parlen el yinbaw i practiquen la religió tradicional.